# Leonardo Franco
Pour les articles homonymes, voir Franco (homonymie).
Leonardo Franco, aussi connu sous le diminutif Leoni Franco, né à Paysandú (Uruguay) en 1942 et mort à Guatemala (Guatemala) le 1er décembre 2015, est un musicien, compositeur et guitariste uruguayen, un des fondateurs du groupe uruguayen Los Iracundos (es).